# Кам'яновугільний басейн у регіоні Нор — Па-де-Кале
Кам'яновугільний басейн у регіоні Нор — Па-де-Кале — гірничий басейн на півночі Франції, який простягається через департаменти Нор і Па-де-Кале. Регіон відомий своєю довгою історією видобутку вугілля та засвідчує важливий період в історії індустріалізації в Європі. Об'єкт Світової спадщини ЮНЕСКО, занесений до списку в 2012 році. Ця територія була сформована трьома століттями видобутку вугілля з кінця 17-го століття до 20-го століття, і демонструє еволюцію технологій видобутку вугілля та умов праці протягом цього часу.

Розташування гірського басейну Nord-Pas de Calais на карті французьких вугільних басейнів.

## Опис та історія
Гірничий басейн Нор-Па-де-Кале є західною частиною багатого вугіллям осадкового басейну, який продовжується через бельгійський кордон. У Франції басейн займає 1200 квадратних кілометрів, включаючи міста Бетюн, Ленс, Дуе та Валансьєн. Через довгу історію гірничодобувної промисловості як домантної галузі, архітектура та ландшафт регіону є унікальними.
Попри те, що вугілля було вперше виявлено в басейні в 1660 році, а першу шахту викопали приблизно в 1692 році, видобуток вугілля на півночі Франції до середини 18 століття був незначним. Однак із дедалі більшою нестачею деревини та крахом Першої Французької імперії в 1815 році вугільні кар'єри поблизу Валансьєна були розширені, і в регіоні почали формуватися гірничодобувні компанії. У 1840-х роках була відкрита західна частина басейну.
Починаючи з Другої Французької імперії в 1850-х роках, гірничий басейн Нор-Па-де-Кале став найважливішим гірничим басейном у Франції. До 1880 року басейн давав майже 8 мільйонів тонн, а на початку 1900-х років займав третину всього видобутку вугілля у Франції. Відомий роман «Жерміналь», написаний Емілем Золя в 1885 році, описує суворі умови та життя шахтарів під час розширення видобутку вугілля в регіоні. 1906 року тут сталася катастрофа на шахті Courrières, що призвело до смерті 1099 людей.
Під час Першої світової війни Західний фронт розділив регіон навпіл, і східна частина гірського басейну була затоплена. Однак до 1930 року басейн мав максимальний видобуток у 35 мільйонів тонн, в якому працювало близько 75 000 робітників і становив 60 % національного виробництва вугілля у Франції. Після Другої світової війни виробництво почало падати, оскільки багато копалень почали виснажуватися, а умови праці стали ще важчими. Страйки 1968 і 1971 років прискорили занепад, і наприкінці 1980-х усі шахти в цьому районі були фактично закриті.

## Світова спадщина
Об'єкт Світової спадщини включає 108 компонентів колись продуктивних шахт у цьому районі, зберігаючи місця гірничих робіт, включно з 17 шахтами, 21 копером (що використовується для підтримки систем підйому над шахтою), 51 териконом шлаку, інфраструктурою транспортування вугілля (включаючи шахтарські вагони та залізничні станції), робітничими та шахтарськими селищами. У шахтарських селах, які захищає ділянка, є школи, релігійні споруди, медичні та громадські заклади, приміщення компаній, будинки власників і менеджерів, а також ратуші.

## Галерея

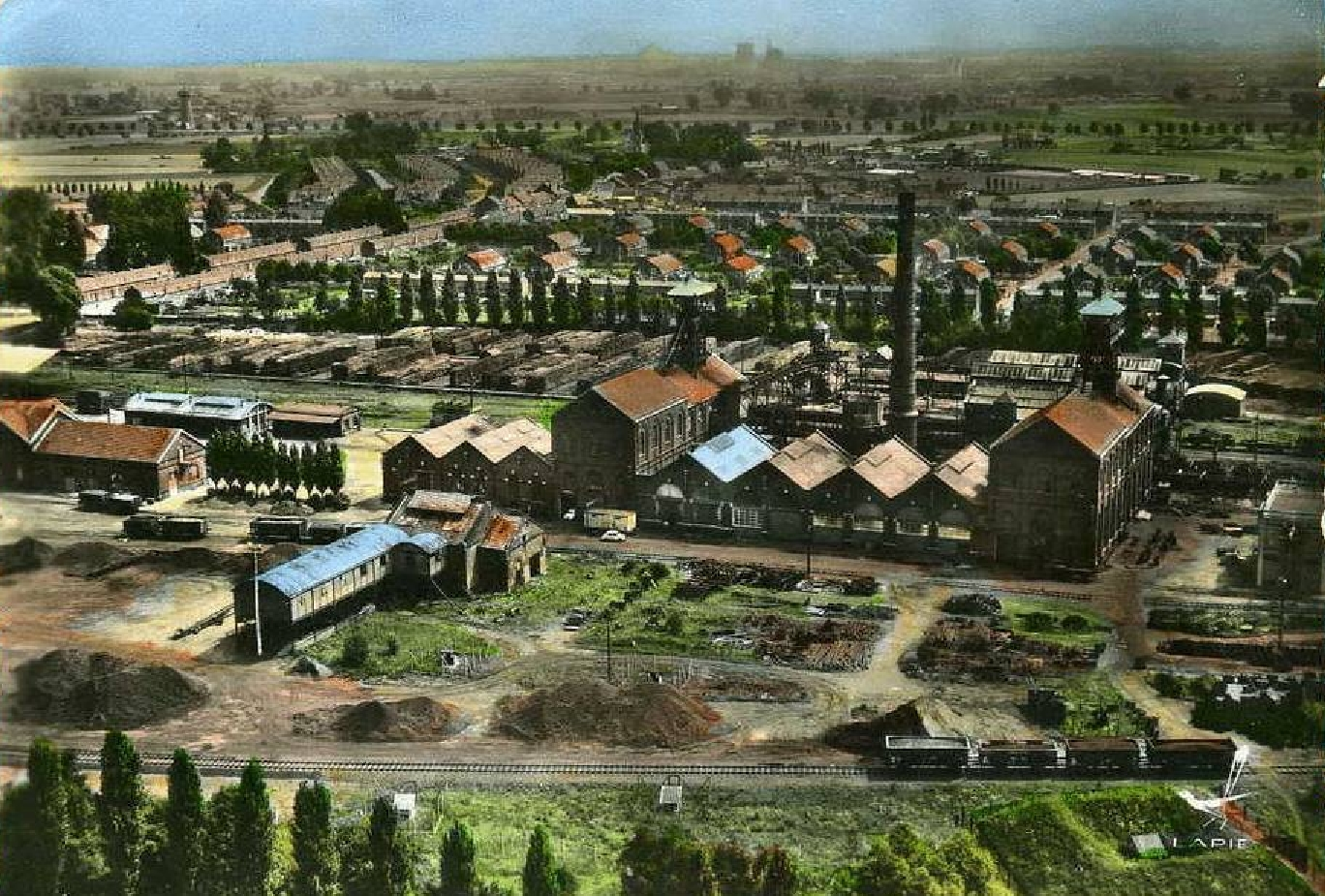
Шахта Сессеваль у 1930-х роках.
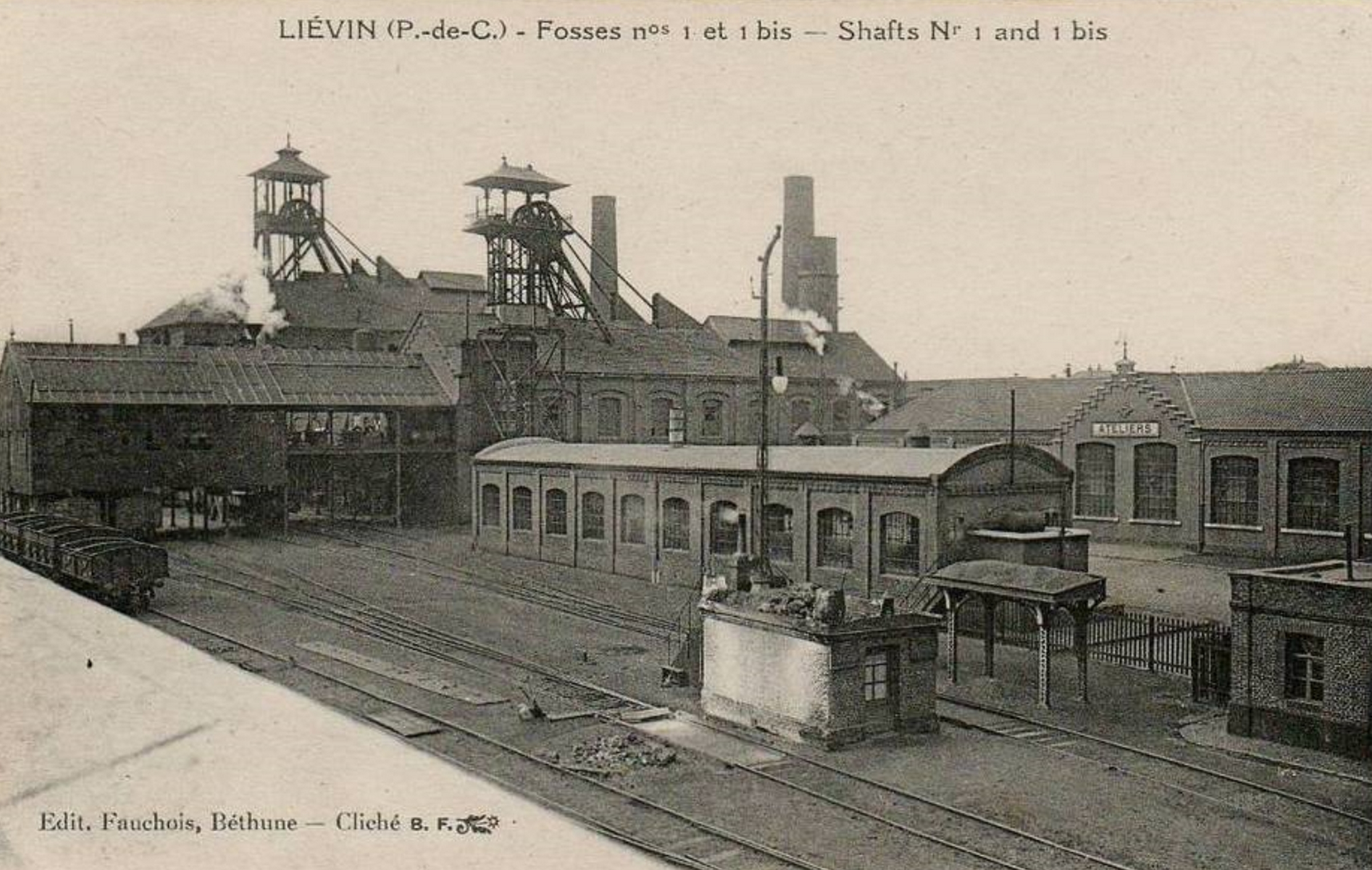
Стволи #1 - 1 bis - 1 ter вугільної шахти Liévin, бл. 1910 рік.
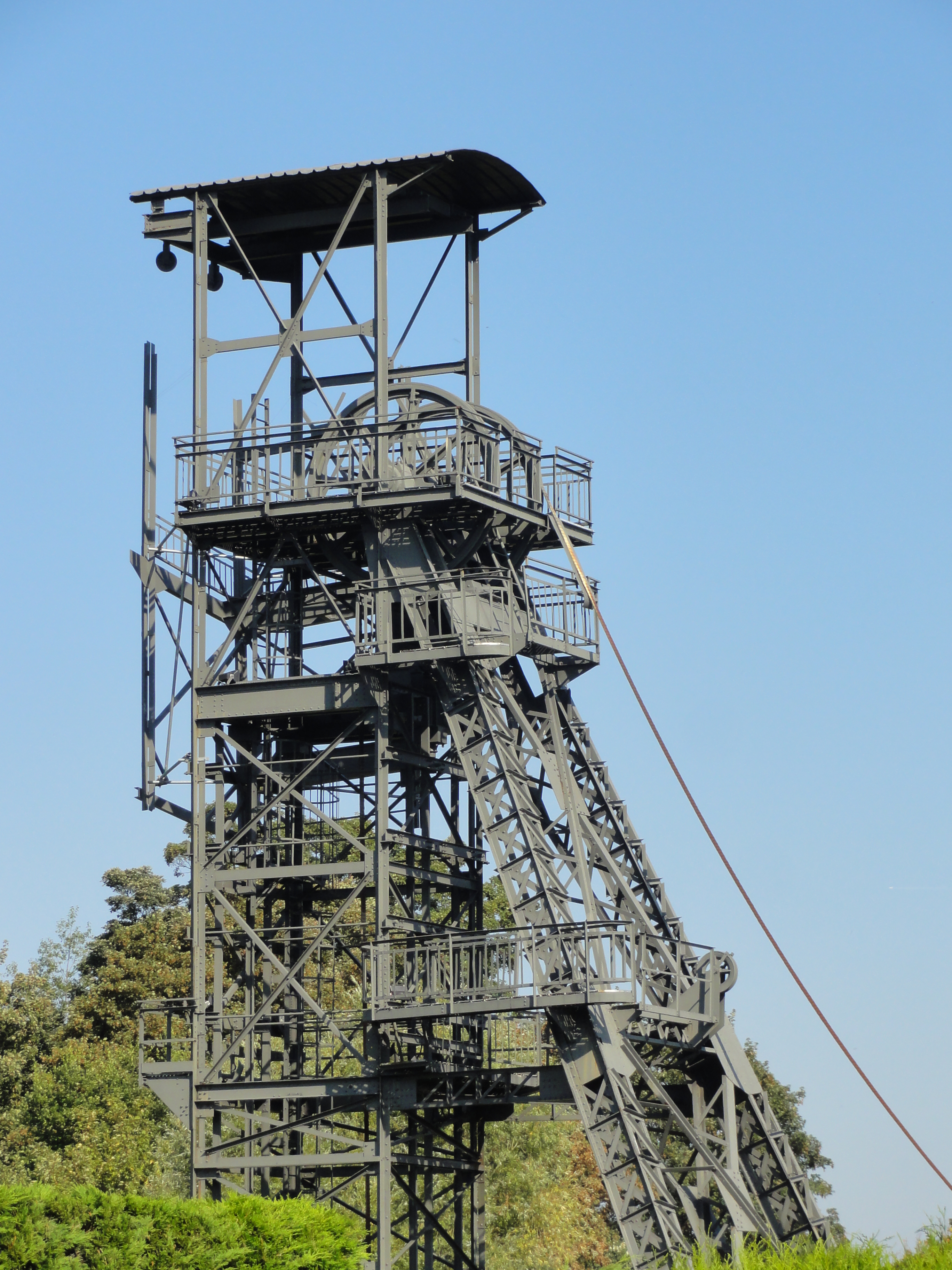
Ствол №2 шахти Марлес.
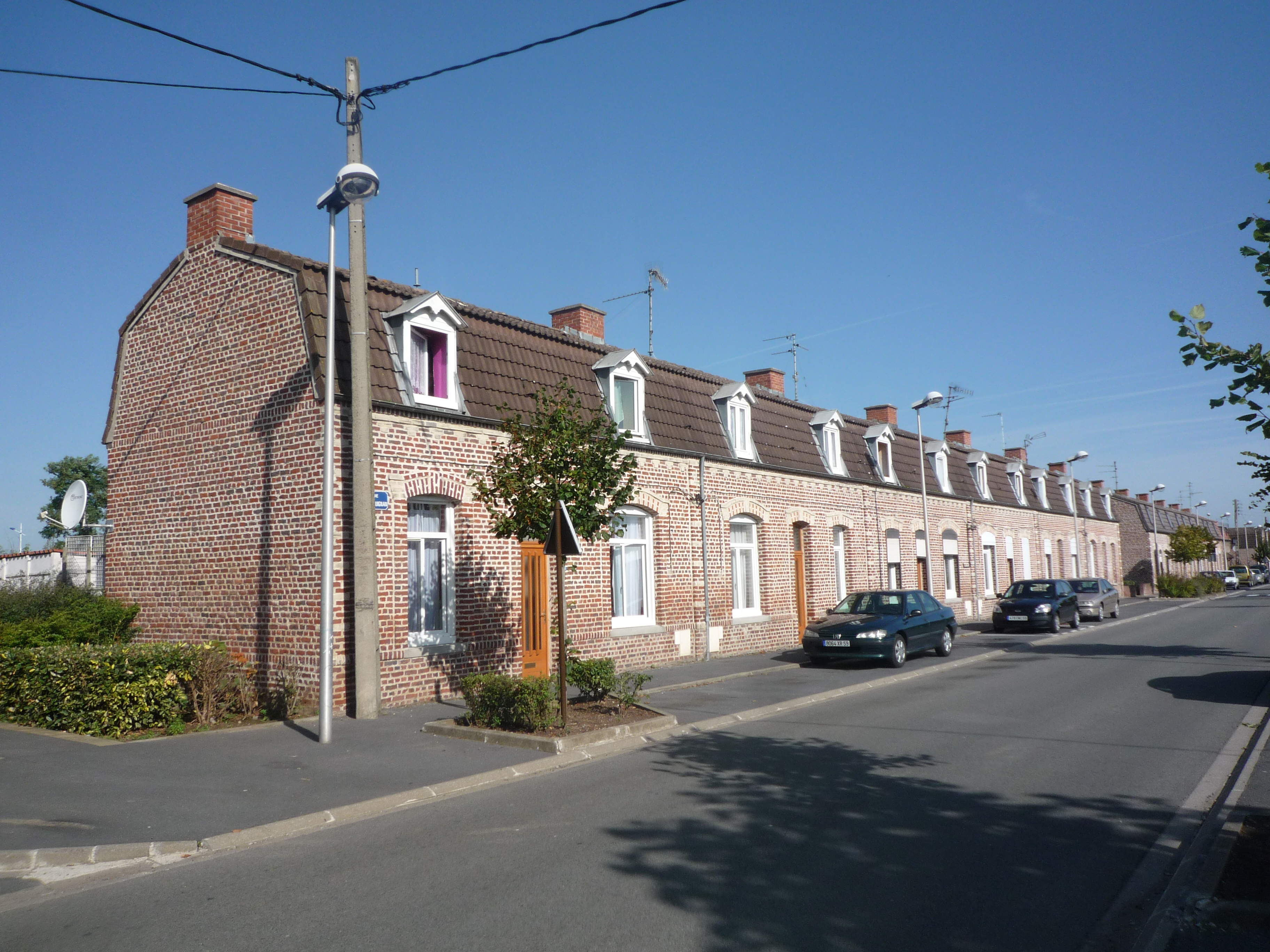
Житло шахтарів, містечко Сессеваль.
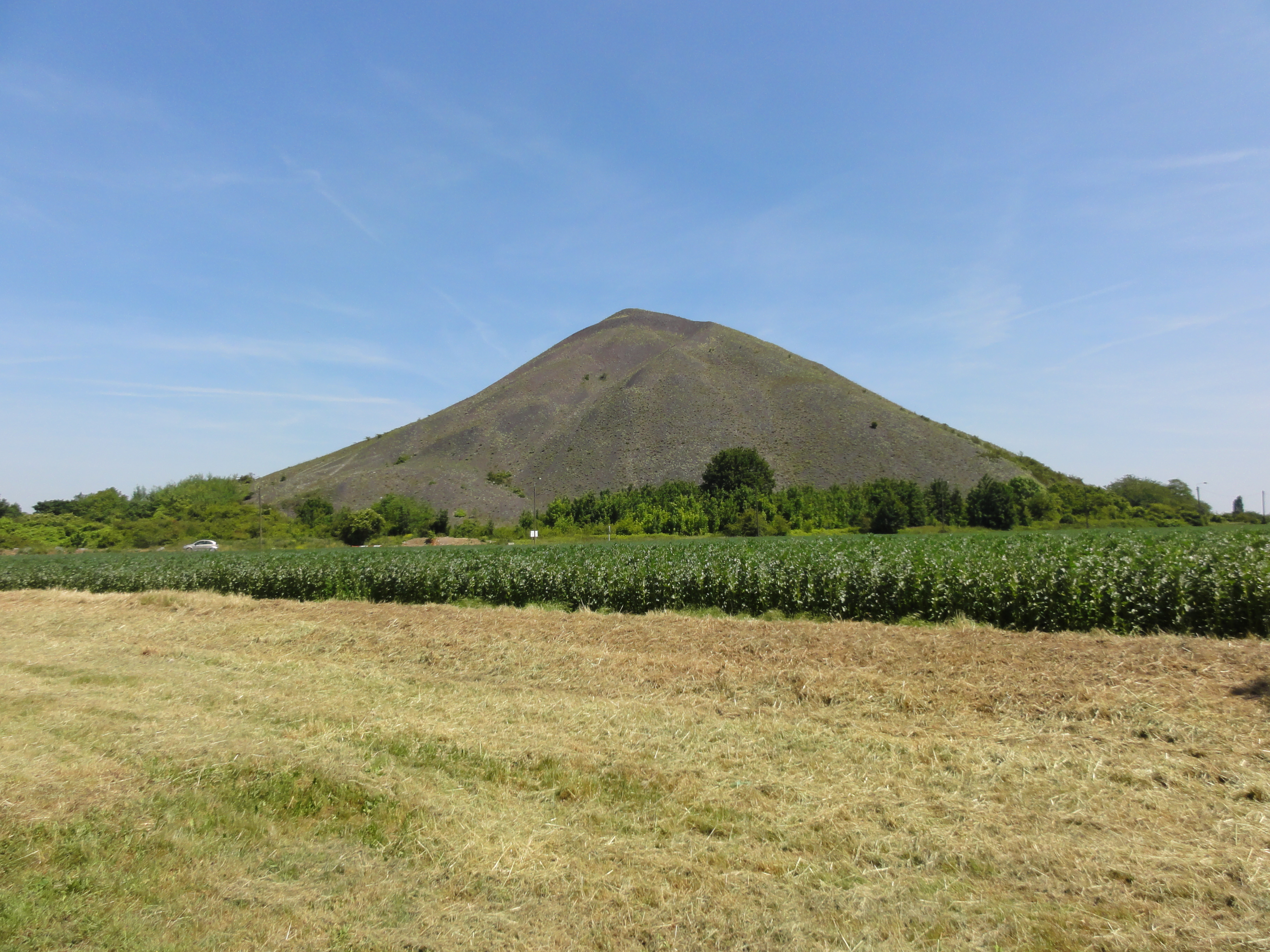
Шлаковий відвал №93, названий "21 Nord de Courrières".